# David Wise (esquiador)
David Wise (Reno, 30 de junio de 1990) es un deportista estadounidense que compite en esquí acrobático, especialista en la prueba de halfpipe.
Participó en tres Juegos Olímpicos de Invierno, obteniendo tres medallas, oro en Sochi 2014 y Pyeongchang 2018 y plata en Pekín 2022.
Ganó una medalla de oro en el Campeonato Mundial de Esquí Acrobático de 2013. Adicionalmente, consiguió ocho medallas en los X Games de Invierno.

## Medallero internacional
| Juegos Olímpicos   | Juegos Olímpicos            | Juegos Olímpicos | Juegos Olímpicos |
| Año                | Lugar                       | Medalla          | Prueba           |
| ------------------ | --------------------------- | ---------------- | ---------------- |
| 2014               | Sochi (Rusia)               | Medalla de oro   | Halfpipe         |
| 2018               | Pyeongchang (Corea del Sur) | Medalla de oro   | Halfpipe         |
| 2022               | Pekín (China)               | Medalla de plata | Halfpipe         |
| Campeonato Mundial |                             |                  |                  |
| Año                | Lugar                       | Medalla          | Prueba           |
| 2013               | Oslo/Voss (Noruega)         | Medalla de oro   | Halfpipe         |

| X Games de Invierno | X Games de Invierno    | X Games de Invierno | X Games de Invierno |
| Año                 | Lugar                  | Medalla             | Prueba              |
| ------------------- | ---------------------- | ------------------- | ------------------- |
| 2012                | Aspen (Estados Unidos) | Medalla de oro      | Superpipe           |
| 2013                | Oslo (Noruega)         | Medalla de oro      | Superpipe           |
| 2013                | Tignes (Francia)       | Medalla de plata    | Superpipe           |
| 2014                | Oslo (Noruega)         | Medalla de oro      | Superpipe           |
| 2018                | Aspen (Estados Unidos) | Medalla de oro      | Superpipe           |
| 2019                | Aspen (Estados Unidos) | Medalla de plata    | Superpipe           |
| 2022                | Aspen (Estados Unidos) | Medalla de bronce   | Superpipe           |
| 2023                | Aspen (Estados Unidos) | Medalla de oro      | Superpipe           |